# La Course à la vie
La Course à la vie est un petit poème d'Henry Bordeaux en 8 chants, se présentant sous la forme d'un dialogue entre La Mort et divers personnages typés : les Amants, le Vieillard, le Soldat, le Pessimiste, le Philosophe, le Savant, l'Homme de lettres, le Poète, le Député, le Bohème, le Forçat, le Viveur, le Gamin, l'Ouvrier, le Poitrinaire, le Plaideur, le Prédicateur, le Juif, le Voleur, l'Avare, le Joueur, l'Invalide, l'Homme d'affaires, l'Aveugle, le Sourd, le Débiteur, le Riche et le Pauvre.
Ce poème a été couronné, lors de sa lecture solennelle à Chambéry le 2 mars 1893, par l'Académie des sciences, belles-lettres et arts de Savoie et a également obtenu le prix de la Fondation Guy.